# Jeryl Prescott
Pour les articles homonymes, voir Prescott.
 (juillet 2018).
Si vous disposez d'ouvrages ou d'articles de référence ou si vous connaissez des sites web de qualité traitant du thème abordé ici, merci de compléter l'article en donnant les références utiles à sa vérifiabilité et en les liant à la section « Notes et références ».
Jeryl Prescott Sales, née le 25 mars 1964 à Washington DC, est une actrice américaine, surtout connue pour son rôle de Jacqui dans la série The Walking Dead. 
Elle a également eu un rôle récurrent au cours de la deuxième saison de Ray Donovan et sur l'adaptation de la série de la bande dessinée Powers.

## Biographie
Jeryl Prescott est née à Washington DC puis a été adoptée et élevée à Hartsville en Caroline du Sud. Elle réside à Winston-Salem, Caroline du Nord, elle partage son temps entre cette ville et Los Angeles. Prescott devait tenir le rôle de Jacqui pour deux épisodes.

## Filmographie

### Film
| Année | Titre                    | Rôle                    | Remarque      |
| ----- | ------------------------ | ----------------------- | ------------- |
| 2002  | Max                      | Mlle Kurtz              | Court-métrage |
| 2003  | The Epicureans           | Tina Williams           |               |
| 2005  | La Porte des secrets     | Mama Cecile             |               |
| 2006  | Red Autumn               |                         | Court-métrage |
| 2006  | Multiple Choice          |                         | Court-métrage |
| 2007  | Mr. Bones                |                         |               |
| 2008  | Motel 2                  | Députée numéro 2        |               |
| 2008  | Mama 'n' Em              |                         | Court-métrage |
| 2009  | Rx                       | Principale Simmons      |               |
| 2009  | The Life I Meant to Live | Narvis                  |               |
| 2011  | Under-Tow                | Angela                  | Court-métrage |
| 2012  | The Wedding              | La secrétaire           | Court-métrage |
| 2013  | Unlucky Charms           | DeeDee Deville          |               |
| 2013  | Solely                   | Dr. Felicia Jones       | Court-métrage |
| 2014  | Stand Down Soldier       | Stacy Armstrong         |               |
| 2015  | Dog Bowl                 | Chef scientifique       | Court-métrage |
| 2015  | Kingmakers               | Lorraine Bradley        |               |
| 2015  | Bad Things               | Roberta Jackson         | Court-métrage |
| 2016  | The Birth of a Nation    | Janice                  |               |
| 2016  | Get a Job                | Assistante du principal |               |
| 2017  | Conflict of Interest     | Mme Simmons             |               |
| 2018  | Memphis Fire             | Tina-Jo                 |               |
| 2018  | Dead Women Walking       | Sarah                   |               |
| 2018  | West of Hell             | Desdemona Lark          |               |
| 2019  | Swamp Thing              | Madame Xanadu           | Série         |

### Télévision
- 2006 : Surface : une réceptionniste (1 épisode)
- 2006 : Les Frères Scott : une conseillère (1 épisode)
- 2008 : Esprits criminels : un médecin légiste (1 épisode)
- 2009 : Hawthorne : Infirmière en chef : une infirmière auxiliaire (1 épisode)
- 2010 - 2012 : The Walking Dead : Jacqui (6 épisodes)
- 2011 : Southland : Nina Brown (1 épisode)
- 2011 : Criminal Minds: Suspect Behavior : Juge Delilah Nunes (1 épisode)
- 2011 : Parks and Recreation : Bank Teller (1 épisode)
- 2013 : Revolution : Rosie (1 épisode)
- 2013 : Castle : une infirmière (1 épisode)
- 2014 : Modern Family : Shopper (1 épisode)
- 2014 : Gang Related : Brenda Plemmons (1 épisode)
- 2014 : Ray Donovan : Cherry (5 épisodes)
- 2015 : Powers : Golden (4 épisodes)
- 2015 : Battle Creek : Tracy (1 épisode)
- 2017 : NCIS : Los Angeles : Barbara (1 épisode)
- 2019 : Big Little Lies : Cecilia (2 épisodes)
- 2019 : Swamp Thing : Madame Xanadu (10 épisodes)
- 2023 : Ahsoka : Aktropaw (1 épisode)
- 2024 : S.W.A.T. : Judy Kincaid (saison 8, épisode 1)